# 177148 Pätzold
177148 Pätzold è un asteroide della fascia principale. Scoperto nel 2003, presenta un'orbita caratterizzata da un semiasse maggiore pari a 2,2563800 au e da un'eccentricità di 0,1507683, inclinata di 4,19755° rispetto all'eclittica.